# St. Valentine's Day Massacre (EP)
St. Valentine's Day Massacre, è un EP del gruppo musicale britannico Headgirl pubblicato nel 1981 dall'etichetta discografica Bronze Records.

## Il disco
Il disco è stato registrato quando il batterista dei Motörhead, Phil Taylor, si stava riprendendo da una ferita al collo.
Le due band (Motörhead e Girlschool), hanno deciso di collaborare usando il nome unico Headgirl. Il risultato è questo ep contenente tre tracce; una dei Motörhead suonata dalle Girlschool (Bomber); una delle Girlschool suonata dai Motörhead (Emergency); e una suonata da entrambi, ovvero la cover di Johnny Kidd & The Pirates Please Don't Touch.
Philty Animal è comunque presente nella copertina del disco che, ha raggiunto la posizione nº5 nelle classifiche inglesi.

## Tracce
1. "Please Don't Touch" (Heath, Robinson)
2. "Bomber" (Lemmy Kilmister, Phil Taylor, Eddie Clarke)
3. "Emergency" (Kim McAuliffe, Kelly Johnson, Enid Williams, Denise Dufort)

## Formazioni
- Denise: batteria
- Kim: chitarra ritmica
- Kelly: chitarra, voce
- Eddie: chitarra, voce
- Enid: basso
- Lemmy: basso, voce